# Непочатов Іван Іванович
Іван Іванович Непочатов (1935, село Петрівське, тепер Балаклійського району Харківської області — ?) — новатор сільськогосподарського виробництва, бригадир тракторної бригади відділка радгоспу імені Карла Маркса Долинського району Кіровоградської області. Депутат Верховної Ради УРСР 7-го скликання.

## Біографія
Народився у родині робітника.
У 1952—1954 роках — учень Новобузького технікуму механізації сільського господарства Миколаївської області.
У 1954—1957 роках — у Радянській армії.
У 1957—1959 роках — знову учень Новобузького технікуму механізації сільського господарства Миколаївської області.
З 1959 року — бригадир тракторної бригади відділка радгоспу імені Карла Маркса Долинського району Кіровоградської області.
Потім — на пенсії.

## Нагороди
- медаль «За трудову доблесть» (1966)